# Be Myself
Be Myself — десятый студийный альбом американской певицы и автора-исполнителя Шерил Кроу, вышедший 21 апреля 2017 года на лейбле Warner Bros. Records. Спродюсированный Кроу и Джеффом Троттом, который также работал с Кроу над её самоназванным 1996 года альбомом и альбомом 1998 года The Globe Sessions, он отличается возвращением к более роковому звучанию после кантри-альбома Кроу 2013 года Feels Like Home.

## Отзывы
| Совокупная оценка   | Совокупная оценка |
| Источник            | Оценка            |
| ------------------- | ----------------- |
| Metacritic          | 69/100            |
| Оценки критиков     |                   |
| Источник            | Оценка            |
| AllMusic            | [ 3 ]             |
| American Songwriter | [ 5 ]             |
| Blurt               | [ 6 ]             |
| Exclaim!            | 6/10              |
| The Guardian        | [ 8 ]             |
| Mojo                | [ 9 ]             |
| PopMatters          | [ 10 ]            |
| Rolling Stone       | [ 11 ]            |
| Slant Magazine      | [ 12 ]            |

Be Myself получил в основном положительные отзывы от музыкальных критиков. На сайте Metacritic, который присваивает нормализованный рейтинг из 100 баллов рецензиям основных критиков, альбом получил средневзвешенное арифметическое значение 69 баллов из 100, что означает «в целом благоприятные отзывы» на основе 10 рецензий.
Стивен Томас Эрлевайн из AllMusic оценил альбом в четыре звезды из пяти и назвал его «набором сильной, утончённой поп-музыки». Роб Шеффилд, написавший для Rolling Stone и оценивший альбом в три звезды из пяти, назвал его «превосходным» и «полноценным возвращением к славе яростной рок-королевы».
Дэйв Симпсон из The Guardian поставил 3 из 5 звёзд и заявил: «После недолгого увлечения кантри-музыкой Be Myself воссоединяет Шерил Кроу с коллегами 1990-х Джеффом Троттом и Тчадом Блейком и возвращается к дерзкому, беззаботному, приглушённому фолк-поп-року, который принёс ей огромный успех в ту эпоху».
Сэл Чинквемани из Slant Magazine поставил оценку 3,5 из 5 звёзд и написал: «Be Myself, возможно, лишён тех причуд, которые сделали Шерил Кроу такой самобытной (в конце концов, он открывался песней об инопланетянах), но альбом доказывает, что некоторые союзы могут пережить даже новейшие технологии по сокращению планет».

## Список композиций
Все песни написаны Шерил Кроу и Джеффом Троттом, за исключением тех, где это указано.
| №                   | Название                          | Длительность |
| ------------------- | --------------------------------- | ------------ |
| 1.                  | «Alone in the Dark»               | 3:40         |
| 2.                  | «Halfway There»                   | 3:59         |
| 3.                  | «Long Way Back»                   | 5:07         |
| 4.                  | «Be Myself»                       | 4:22         |
| 5.                  | «Roller Skate»                    | 3:19         |
| 6.                  | «Love Will Save the Day»          | 4:58         |
| 7.                  | «Strangers Again»                 | 3:51         |
| 8.                  | «Rest of Me»                      | 3:52         |
| 9.                  | «Heartbeat Away»                  | 5:35         |
| 10.                 | «Grow Up»                         | 3:27         |
| 11.                 | «Woo Woo» (Crow, Toby Gad, Trott) | 3:14         |
| Общая длительность: | Общая длительность:               | 45:20        |

## Чарты
| Чарт (2017)                              | Высшая позиция |
| ---------------------------------------- | -------------- |
| Австралия (ARIA)                         | 97             |
| Бельгия/Фландрия (Ultratop)              | 104            |
| Бельгия/Валлония (Ultratop)              | 51             |
| Канада (Canadian Albums Chart)           | 59             |
| Германия (Offizielle Top 100)            | 97             |
| Япония (Oricon)                          | 67             |
| Новая Зеландия Heatseekers Albums (RMNZ) | 8              |
| Шотландия (Scottish Albums Chart)        | 35             |
| Испания (PROMUSICAE)                     | 68             |
| Швейцария (Schweizer Hitparade)          | 43             |
| Великобритания (UK Albums Chart)         | 47             |
| США (Billboard 200)                      | 22             |
| США (Billboard Top Rock Albums)          | 3              |

## Участники записи
- Шерил Кроу — вокал, акустическая гитара, бас-гитара, фортепиано, бубен, клавишные, орган
- Другие